# Rudolph Sohm

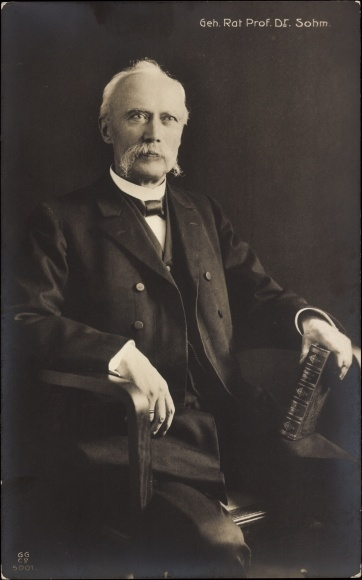
Rudolph Sohm

Gotthold Julius Rudolph Sohm (* 29. Oktober 1841 in Rostock; † 16. Mai 1917 in Leipzig) war ein deutscher Rechtshistoriker und Kirchenrechtler.

## Leben
Rudolph Sohm war ein Sohn des Juristen, Archivars und Bibliothekars der mecklenburgischen Ritter- und Landschaft Carl Friedrich Erdmann Sohm († 1879). Sein Bruder Albert Sohm (1839–1914) brachte es zum Landgerichtsdirektor in Rostock, sein Bruder Theodor Sohm (1843–1924) zum Oberlandesgerichtspräsidenten ebenda.
Sohm besuchte die Große Stadtschule Rostock und studierte von 1860 bis 1864 Rechtswissenschaft an den Universitäten Rostock, Berlin und Heidelberg. In Rostock wurde er 1864 promoviert, die Dissertation widmete er seinem Lehrer Georg Wilhelm Wetzell. 1866 wurde er an der Universität Göttingen für Deutsches Recht und Handelsrecht habilitiert, 1870 berief ihn die Universität Göttingen zum außerordentlichen Professor. Er war ab 1870 ordentlicher Professor für Kirchenrecht und Deutsches Recht in Freiburg im Breisgau, wo er sich an der Luisenstraße 5 niederließ. 1872 wurde er als ordentlicher Professor für Kirchenrecht und Deutsches Recht an die Universität Straßburg berufen, 1882 stand er ihr als Rektor vor.
1887 kam Sohm als ordentlicher Professor Kirchenrecht und Deutsches Recht an die Universität Leipzig. Er war mitbeteiligt an der Erstellung des Bürgerlichen Gesetzbuches und beteiligte sich 1896 an der parlamentarischen Diskussion im Reichstag. Mit Friedrich Naumann und Caspar René Gregory gründete er 1896 den Nationalsozialen Verein, der ein soziales Christentum vertrat. 1897 erhielt er den Ehrendoktortitel der Universität Leipzig. 1917 wurde er emeritiert.
Einer seiner Schüler war Walter Simons.
Rudolph Sohm war seit 18. April 1873 mit Clara, geb. Seidel (1848–1879) verheiratet, einer Tochter des Pastors Heinrich Alexander Seidel (1811–1861) in Perlin und Schwester des Ingenieurs und Schriftstellers Heinrich Seidel. Einer späteren Ehe von Sohm stammen die Söhne Rudolf (* 1883) und Walter (* 1886), die sich später auch in die Matrikel der Rostocker Universität einschrieben, um Jurist bzw. Historiker zu werden.

## Werk
Er war ein strenger lutherischer Konfessionalist. In seiner Dissertation ging er vom römischen Recht aus, arbeitete dann führend in der deutschen Rechtsgeschichte und widmete sich auch dem Kirchenrecht. Er bildete gleichzeitig aber seine romanistischen Studien fort bis zu seinem Hauptwerk Institutionen des römischen Rechts. Sohms Thesen zu den Grundlagen des Kirchenrechts führten im evangelischen Kirchenrecht zu nachhaltigen Kontroversen (Sohm-Harnack-Kontroverse).
Heute sind Sohms Begriffe einer doppelten Kirche und des allein säkularen Rechtsverständnisses – „Das Wesen der Kirche ist geistlich, das Wesen des Rechts ist weltlich. Das Wesen des Kirchenrechts steht mit dem Wesen der Kirche im Widerspruch.“ – weitgehend überholt, aber seine Überlegungen finden in der aktuellen Forschung durchaus noch Beachtung.

## Ehrungen
Sohm war Ehrendoktor verschiedener Fakultäten, auch von theologischen. 1916 erhielt er den Orden Pour le Mérite. 1875 wurde er als korrespondierendes Mitglied in die Bayerische Akademie der Wissenschaften aufgenommen. Die Königliche Akademie von Belgien in Brüssel nahm ihn 1888 als assoziiertes Mitglied auf. Seit 1892 war er ordentliches Mitglied der Königlich Sächsischen Gesellschaft der Wissenschaften.

## Schriften (Auswahl)
- Die Lehre vom subpignus. Stiller, Rostock 1864 (Dissertation, Universität Rostock, 1864; Digitalisat).
- Über die Entstehung der Lex Ribuaria. Böhlau, Weimar 1866 (Habilitationsschrift, Universität Göttingen, 1866; Digitalisat).
- Der Prozess der Lex Salica. Böhlau, Weimar 1867 (Digitalisat)
- Das Recht der Eheschließung aus dem deutschen und canonischen Recht geschichtlich entwickelt. Eine Antwort auf die Frage nach dem Verhältnis der kirchlichen Trauung zur Civilehe. Böhlau, Weimar 1875 (Digitalisat)
- Institutionen des römischen Rechts. Duncker & Humblot, Leipzig 1884 (Digitalisat).
- Kirchengeschichte im Grundriß. Böhme, Leipzig 1888 (Digitalisat der 2. Auflage 1888).
- Kirchenrecht. 2 Bände. Duncker & Humblot, München 1892/1923.
- Wesen und Ursprung des Katholizismus (= Abhandlungen der Philologisch-historischen Klasse der Königlich-Sächsischen Gesellschaft der Wissenschaften. Bd. 27, Nr. 10). Teubner, Leipzig 1909.